# EUR Мальяна (станція метро)
EUR Мальяна (італ. EUR Magliana) — станція лінії Бі римського метрополітену. Розташована в південній частині міста, в римському районі EUR. Відкрита в 1924 як залізнична станція і за свою історію неодноразово перебудовувалася. 

## Околиці та визначні пам'ятки
Поблизу станції розташовані: 
- "Тре Фонтані ", спорткомплекс Національного олімпійського комітету Італії (CONI)
- Палац італійської цивілізації
- Палац з'їздів
- Музей римської цивілізації

## Наземний транспорт
Залізничний транспорт: 
- Залізниця Рим — Лідо

Автобуси: 
- Робочі дні та свята: 31, 771, 780, 787, 788.